# 羅拉瓦河
50°13′56″N 12°50′45″E / 50.23233°N 12.84574°E

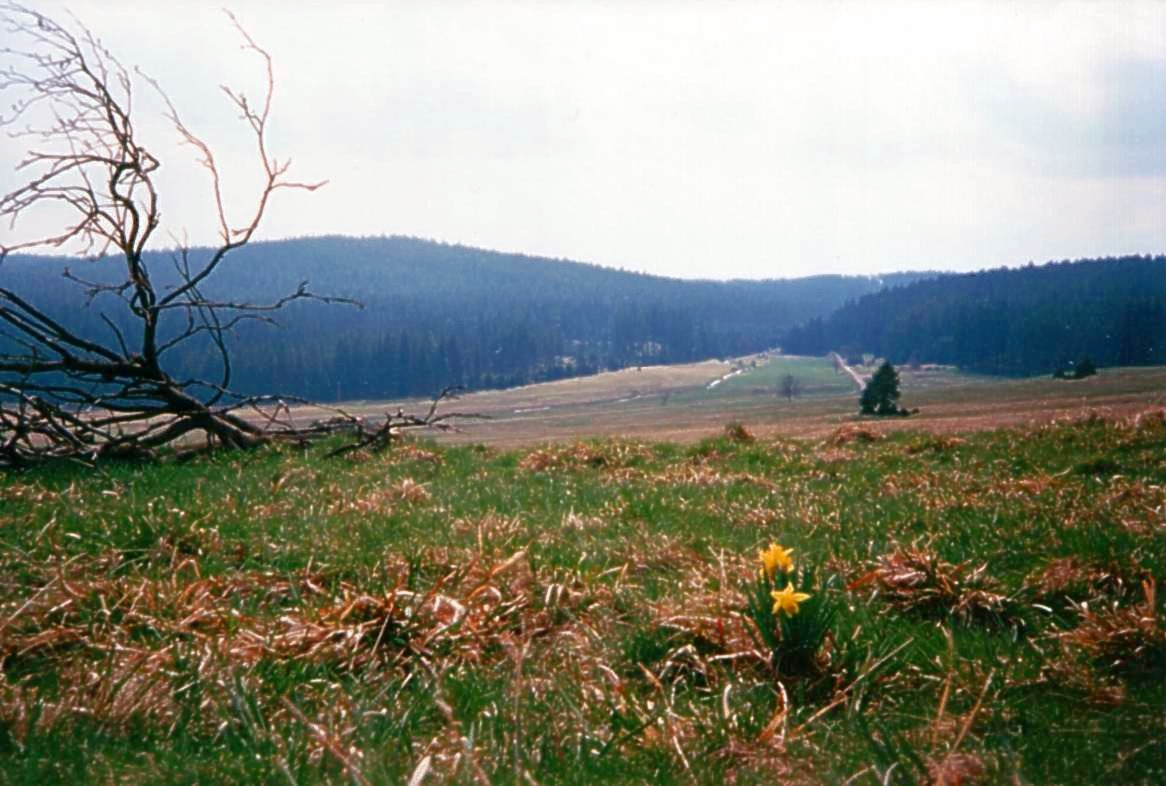

羅拉瓦河是捷克的河流，位於該國西北部，屬於奧赫熱河的左支流，處於首都布拉格以西110公里，河道全長37公里，流域面積138平方公里，發源自厄爾士山脈。